# Kim Gjonghi
Kim Gjonghi (hangul: 김경희, handzsa: 金敬姬, RR: Kim Kyong-hui; Phenjan, 1946. május 30. –) észak-koreai politikus, Kim Dzsongil (Kim Jong-il) húga, Csang Szongthek (Jang Sung-taek) özvegye.

## Élete
Kim Gjonghi (Kim Kyong-hui) 1946. május 30-án született a mai Észak-Korea fővárosában, Phenjanban. Ifjúkorában a Kim Ir Szen Egyetem egyetem diákja volt, ahol közeli kapcsolatba került a néhai észak-koreai tábornokkal, Csang Szongthek (Jang Sung-taek)kel. A viszonyt Gjonghi (Kyong-hui) apja, Kim Ir Szen (Kim Il-sung) észak-koreai elnök ellenezte, a szerelmes párt eltiltotta egymástól. Hogy biztosan távol tartsa lánya udvarlóját, Csang (Jang)ot áthelyezte a Vonszan (Wonsan)i Gazdasági Egyetemre. Később azonban újra találkoztak egymással Moszkvában, ahol a Moszkvai Állami Egyetem hallgatói voltak 1968 és 1969 között.
A pár 1972-ben, visszatérésük után nem sokkal hivatalosította kapcsolatát, házasságot kötött. A frigyből egyetlen leánygyermek született, Csang Gumszong (장금송, Jang Kum-song) (1977–2006), aki Párizsban tanult cserediákként. Lányukat később visszarendelték hazájába, mikor megtudták, hogy szeretője lett odakint. A lány nem akart megválni párizsi kedvesétől ezért 2006 szeptemberében öngyilkosságot követett el. (Ugyanakkor a hivatalos észak-koreai álláspont szerint drogtúladagolásban halt meg.)
Férjét, Csang Szongthek (Jang Sung-taek)ket 2013. december 9-ig eltávolították minden addig betöltött hivatalából, majd ezt követően elhurcolták a Munkapárt kongresszusáról, és letartóztatták. Többek közt azzal vádolták, hogy elhajlott, a kapitalista életmód befolyása alá került, rossz gazdasági döntéseket hozott, elkótyavetyélte az ország értékeit, kenőpénzt fogadott el, szeretőket tartott, kábítószert fogyasztott, tovább ellenforradalmi csoportot vezetett. A hivatalos álláspont szerint a „hazaáruló” címmel bélyegzett Csang be is ismerte bűneit, halálra ítélték és 2013. december 12-én kivégezték.
A kivégzett Csang (Jang) több, külföldön dolgozó rokonát is hazarendelték, azonban özvegyét a kezdeti hírekkel ellentétben nem érintette, és nem is fogja érinteni férje kivégzése. Az asszonyt december 15-én kinevezték Kim Gukthe (Kim Kuk-tae), vezető észak-koreai politikus temetésének főszervezőjévé, miután az fél évszázados munka után szívbetegségben elhunyt 2013. december 13-án.